# Dit
Dit, también conocido como Diit, es una isla y también  barrio rural  del municipio filipino de quinta categoría de Agutaya perteneciente a la provincia  de Paragua en Mimaro,  Región IV-B.

## Geografía
Este barrio  se encuentra en situado la isla de su nombre  situada  en el mar de Joló en las  Islas de Cuyos, archipiélago formado por  cerca de 45 islas situadas al noreste de la isla  de Paragua (Puerto Princesa), al sur de Mindoro (San José) y al oeste de la de  Panay (Iloílo).
Comprende además las siguientes islas e islotes: Lean, Alob (Inmaurán) y Oco.

### Demografía
El barrio  de Dit contaba  en mayo de 2010 con una población de 10.060  habitantes, siendo el tercero con más población de este municipio.